# محمد مرزوق (لاعب كرة قدم كويتي)
محمد مرزوق، من مواليد 12 أكتوبر 1989، لاعب كرة قدم كويتي.
بدأ يلعب مع نادي الشباب الكويتي، وقد شارك معهم في أول مباراة مع الفريق الأول في موسم 2006/2007 أمام نادي التضامن الكويتي، ويعد أصغر لاعب كرة قدم كويتي يشارك، حيث شارك وهو في عمر 16 سنة، وقد حطم رقم الأسطورة فيصل الدخيل، ويلعب كمدافع.
والجدير بالذكر ان الاعب تعرض لـ اصابه في غضروف الركبة الأيمن واعتزم ترك كرة القدم بعد عمله لـ العملية الجراحيه لـ الركبة بعد أن عاودته الإصابة لـ اربع مرات متتالية في 3 سنوات، عاد إلى كرة القدم بعد أن تقدم نادي الساحل له بعرض للانضمام لفريق الرديف وهو حاليآ يعود تدريجيا من اجل العودة للاعب كرة القدم من جديد ورفض عرض من نادي السالمية.